# Karl Bergelt
Karl Friedrich Anton Bergelt (* 27. April 1902 in Grumbach; † 1. September 1966 in Gütersloh) war ein deutscher Marineoffizier, zuletzt Kapitän zur See der Kriegsmarine.

## Leben
Karl Bergelt war als Unteroffizier-Vorschüler ab 1. August 1916 in der Unteroffiziervorschule in Marienberg. Vom 1. April 1919 bis 10. März 1920 war er an der Unteroffiziervorschule in Frankenberg. Anschließend kam er als MG-Schütze und Gefreiter in das Infanterie-Regiment 37. Vom 1. Februar 1921 bis 12. Juli 1921 war er im Infanterie-Regiment 11 in Leipzig.
Zum 12. Juli 1921 wurde er als Matrose Berufssoldat der Reichsmarine. Zum 15. August 1921 kam er in die I. Abteilung der Schiffsstammdivision der Nordsee in die 1. Maschinengewehr-Kompanie nach Wilhelmshaven. Er kam anschließend ab 1. April 1922 bis Ende März 1924 auf die Braunschweig, dann bis Ende Juni des gleichen Jahres auf die Niobe und dann bis Ende März 1925 auf die Berlin. Anschließend besuchte er einen Fähnrich-Lehrgang für die Offizier-Hauptprüfung. Von Ende März 1926 bis Ende Dezember 1926 besuchte er unterschiedliche Lehrgänge (Torpedo-Lehrgang für Fähnriche, Nachrichten-Lehrgang für Fähnriche, Sperr-Waffen-Lehrgang für Fähnriche, den Infanterie-Lehrgang für Fähnriche bei der II. Abteilung der Schiffsstamm-Division der Ostsee und den Artillerie-Lehrgang für Fähnriche). Anschließend kam er von Anfang Januar 1927 bis Anfang September 1927 zur praktischen Bordausbildung auf die Nymphe. Es folgte ab Oktober 1927, er war zum Leutnant zur See befördert worden, sein Einsatz als 3. Wachoffizier bei der 1. Torpedohalbflottille und ein Jahr später wurde er Zugführer bei der 1. Marine-Artillerie-Abteilung in Kiel. Vom 6. Januar 1930 bis 29. März 1930 besuchte er einen Lehrgang für Sperroffiziere. Ab 30. September 1930 war er Wachoffizier auf dem Minensuchboot M 110. Als Oberleutnant zur See (Beförderung am 1. Juli 1929) kam er 1931 auf das Torpedoboot M 129 bei der 1. Minensuchhalbflottille in Kiel. Vom 27. September 1932 bis 30. September 1933 war er beim Sperrverband Kiel erst Kommandant des Übungsfahrzeugs M.T.1 und später M.T.2. Ab 2. Oktober 1933 war er Kommandant des Minensuchbootes M 104 und zugleich U-Boot-Abwehrreferent.
Ab 27. September 1935 war er als Kapitänleutnant (Beförderung am 1. Oktober 1934) bis Oktober 1937 Führer der 1. Kompanie der I. Marineergänzungsabteilung in Eckernförde. Als im Oktober 1937 die 1. Räumbootsflottille aufgestellt wurde, wurde er, ab 1. November 1938 als Korvettenkapitän, Flottillenchef. Im Oktober 1939 gab er das Kommando an Walter Berger ab. Zum 1. November 1939 wurde er Zweiter Adjutant bzw. Referent P II bei der Marinestation der Ostsee. Anschließend war er ab März 1941 für zwei Jahre Chef der 1. Minensuchflottille. Für die Führung der 1. Minensuchflottille wurde er am 26. Februar 1942 mit dem Deutschen Kreuz in Gold ausgezeichnet. Am 3. August 1942 erhielt er auch das Ritterkreuz des Eisernen Kreuzes (118. Verleihung). Anfang Dezember 1942 wurde er zum Fregattenkapitän befördert. Ende März 1943 bis Ende Mai 1943 war er Chef des Stabes beim Deutschen Marinekommando in Italien und wurde durch Heinrich Bramesfeld ersetzt. Im Mai und Juni 1943 war er kurz Kommandeur der 7. Sicherungs-Division. Er war kurz zur Verfügung des Befehlshabers der Sicherung West gesetzt und wurde im Juli 1943 Kommandeur der 3. Sicherungs-Division, welche im September 1944 aufgelöst wurde. Am 1. September 1943 war er zum Kapitän zur See befördert worden. Mit der Aufstellung der Dienststelle im November 1944 wurde er als Chef des Stabes mit der Wahrnehmung der Geschäfte des Befehlshabers der Sicherungsstreitkräfte beauftragt. Im Januar 1945 übergab er die Führung an Konteradmiral Ernst Lucht und blieb bis Kriegsende Chef des Stabes beim Befehlshabers der Sicherungsstreitkräfte.
Von Kriegsende im Mai 1945 bis Anfang Juli 1945 war er Marine-Verbindungsoffizier Admiral Skagerrak zur britischen Admiralität. Anschließend war er in der Personal-Reserve und dann bis zur Entlassung am 18. April 1946 Leiter des Deutschen Minenräumdienstes in Glückstadt und Kiel.